# Станхопея
Станхопея (Stanhopea) е род растения причислен към семейство Салепови, по известни като Орхидеи и включва множество многогодишни, едносемеделни, почти винаги епифитни, ароматни растения. Класифициран е в подсем. Epidendroideae и е дал името на популярния триб, в който членува — нарича се Станхопеи. Родът е наречен така в името на Philip Henry Stanhope живял през 1781 - 1855 г. Тези Орхидеи са естествено разпространени от Централна до Южна Америка. Имат псевдобулби, завършващи с множество зелена листна маса в горната част. Листата притежават успоредна нерватура (жилкуване). Цветовете са ароматни и събрани в съцветия. Баграта е различна при всеки вид. Често е жълта, но може да бъде бяла, розова, а както и многоцветна. Притежава характерни за Станхопеите, особени, специфични шарки. Цветовете траят около 3 дни. Бързо привличат насекоми, които изръшват опрашването. След това увяхват. Въпросните насекоми са познатите опрашвачи характерни за Кориантеса — мъжките Euglossini. Когато пчелата кацне на цвета започва усилена борба за събирането на ароматния парфюм. Впоследствие, обаче тя се плъзга към хлъзгавата устна до изхода навън от цвета. Накрая се намира дългата орхидеена колона на Станхопеята, на чиито връх се намира полена. На излизане тя го оставя върху мъжката Euglossini. Когато пчелата се премести на друг цвят разполага случайно въпросния полен върху лепкавата повърхност на близалцето. След като този сложен процес завърши Орхидеята вече е опрашена и може да даде поколение. Станхопята е много често отглеждана като декоративно растение. Има множество видове, които са изключително разнообразни и интересни на цвят. Създадени са голямо количество хибриди — някои междувидови (срещат се и естествени), но включва и междуродови. Например Стангората. Там участва близкият роднина на Станхопеята — така наречената Gongora. Едни от най-познатите видове са Stanhopea tigrina и Stanhopea oculata.

## Класификация
Род Stanhopea (Станхопея) включва следните видове:
| - Stanhopea anfracta - Stanhopea annulata - Stanhopea avicula - Stanhopea candida - Stanhopea carchiensis - Stanhopea cirrhata - Stanhopea confusa - Stanhopea connata - Stanhopea costaricensis - Stanhopea deltoidea - Stanhopea dodsoniana - Stanhopea ecornuta - Stanhopea embreei - Stanhopea florida - Stanhopea frymirei - Stanhopea gibbosa - Stanhopea grandiflora - Stanhopea graveolens - Stanhopea greeri - Stanhopea haseloviana | - Stanhopea hernandezii - Stanhopea impressa - Stanhopea inodora - Stanhopea intermedia - Stanhopea jenischiana - Stanhopea lowii - Stanhopea maculosa - Stanhopea madouxiana - Stanhopea maduroi - Stanhopea manriquei - Stanhopea martiana - Stanhopea napoensis - Stanhopea naurayi - Stanhopea nigripes - Stanhopea novogaliciana. - Stanhopea oculata - Stanhopea ospinae - Stanhopea panamensis - Stanhopea peruviana - Stanhopea platyceras | - Stanhopea posadae - Stanhopea pozoi - Stanhopea pseudoradiosa - Stanhopea pulla - Stanhopea quadricornis - Stanhopea radiosa - Stanhopea reichenbachiana - Stanhopea ruckeri - Stanhopea saccata - Stanhopea schilleriana - Stanhopea shuttleworthii - Stanhopea stevensonii - Stanhopea tigrina - Stanhopea tigrina - Stanhopea tricornis - Stanhopea wardii - Stanhopea warszewicziana - Stanhopea xytriophora |